# Эвапориты

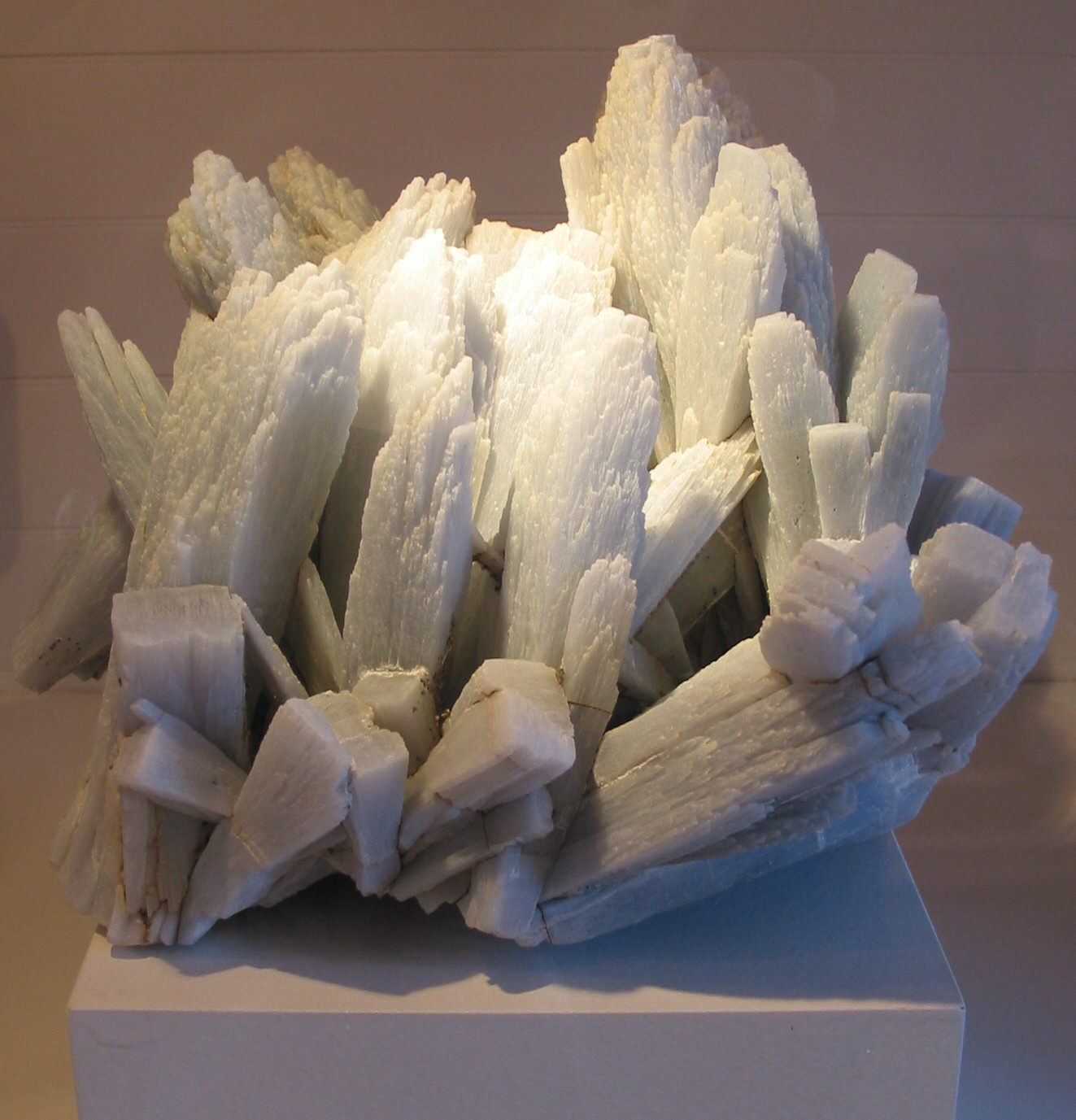
Ангидрид

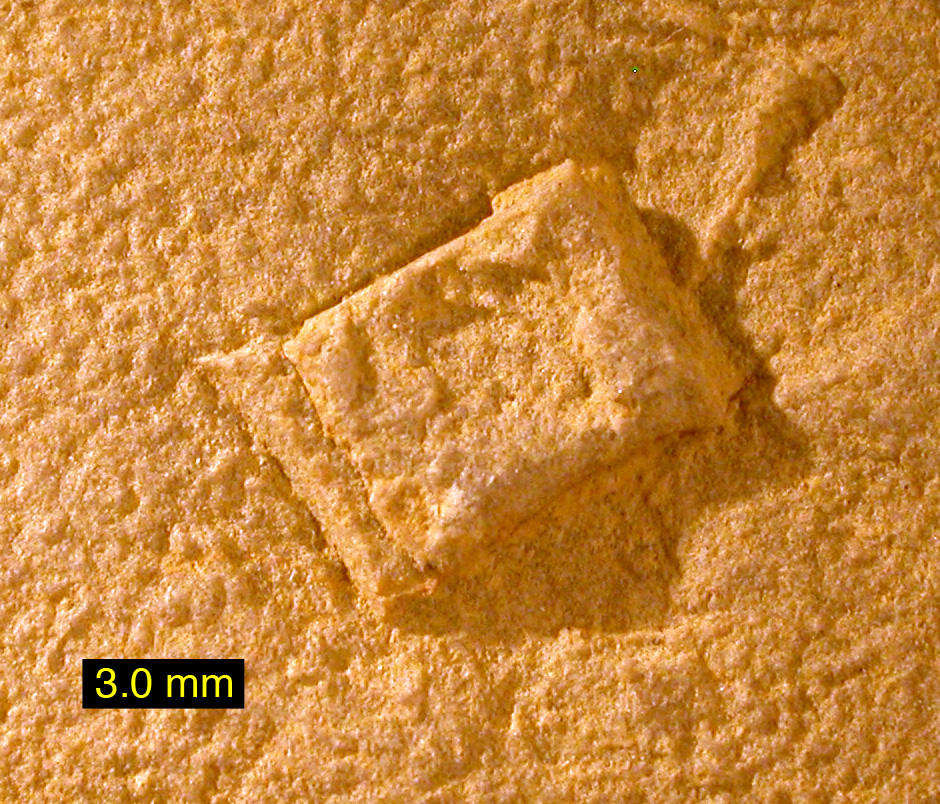
Глиптоморфоз по кристаллу галита из юрских отложений США

Эвапориты (от лат. evaporo — испаряю) — минералы и химические осадки, выпавшие из пересыщенных растворов. Представляют собой продукты испарения воды путём её постепенного сгущения в полузамкнутых и замкнутых водоёмах под воздействием солнечной радиации. Эвапориты могут быть как жидкими (седиментационные рассолы), так и твёрдыми (осадки минералы). Термин впервые был введён по отношению к седиментационным рассолам советским геологом Михаилом Георгиевичем Валяшко, а к породам — норвежским геологом В. М. Гольдшмидтом.
К эвапоритам относятся осадки и рассолы современных морских заливов и лагун (Каролино-Бугаз, Сиваш, Бокано-де-Виррила и прочие), морских и континентальных себх или сабх (англ. Sabkha) (соляные марши, такыр, болота), континентальных озёр (Цархан, Большое Солёное озеро и прочие). Все водоёмы, где образуются эвапориты, расположены в аридных и полуаридных климатических зонах. Осадки в них представлены набором минералов от труднорастворимых (хемогенный кальцит, гидромагнезит, гипс) до легкорастворимых (галит, астраханит, мирабилит, глауберит, эпсомит, карналлит). Из ископаемых отложений к ним относятся соляные породы позднего плиоценового возраста (Кайдакский калийный бассейн, полуостров Бузачи), а также те галогенные отложения, которые образовались из морских, континентальных и слабоминерализованных гидротермальных вод в процессе повышения их минерализации солнечным испарением (галогенез). Для данных водоёмов характерным является колебания солёности воды, что становится причиной избирательного выпадения в осадок солей вместе с нарастанием их минерализации под действием солнечного испарения.
Последовательность выпадения солей находится в зависимости от химического состава солевого раствора. В первую очередь осаждаются кальцит и доломит, за ними — сульфаты кальция — гипс и ангидрит. Впоследствии выпадают в осадок легкорастворимые соли — бораты и хлориды.  
Впервые эту последовательность установил Усильо (Usiglio), выпаривая морскую воду в 1849 году на французском берегу Средиземного моря. В его эксперименте из одного литра воды последовательно выпали 0.1 грамма карбоната кальция, 1.75 грамма сульфата кальция (ангидрит или гипс), 29.7 грамма поваренной соли, и 6.89 грамм солей магния, натрия и калия.
| Соль              | Объём в 1 литре морской воды (см3) | Объём в типичных эвапоритах (см3) | Толщина из 1500м морской воды (м) |
| ----------------- | ---------------------------------- | --------------------------------- | --------------------------------- |
| MgCl              | 1.48                               | 0.02                              | 2.2                               |
| KCl               | 0.43                               | 0.23                              | 0.63                              |
| MgSO4             | 0.94                               | 0.30                              | 1.41                              |
| NaCl              | 12.87                              | 10.89                             | 19.31                             |
| CaSO4             | 0.59                               | 4.29                              | 0.89                              |
| CaCO3+ CaMg(CO3)2 | 0.06                               | 1.04                              | 0.18                              |

Солеродные бассейны в геологическом прошлом обычно располагались во впадинах конечного стока на территории аридной климатической зоны, отделяясь от основной акватории (морской или океанической) промежуточными морскими бассейнами, где морская вод подвергалась сгущению и метаморфизации. Галогенные накопления рифтов характеризуются большой мощностью (до 4—6 км на рифте Красного моря). В галогенных рифтовых образованиях отмечаются повышенные концентрации железа, марганца, цинка, свинца, меди и серебра.